# 三大奇書
三大奇書（さんだいきしょ）は、日本の推理小説・異端文学史上における『黒死館殺人事件』・『ドグラ・マグラ』・『虚無への供物』の3作品を指す。中国における奇書という言葉は本来「面白い、優れた書物」という以上の意味はないが、日本では奇抜な、幻惑的なというニュアンスが加わることが多く、本項での用法では特にその傾向が強い。

## 推理小説三大奇書

### 三大奇書
- 夢野久作『ドグラ・マグラ』（1935年）
- 小栗虫太郎『黒死館殺人事件』（1935年）
- 中井英夫『虚無への供物』（1964年） - 初刊時は「塔晶夫」名義

日本の推理小説で、上に挙げた3作品は「日本探偵小説界の三大奇書」、「日本異端文学史上の三大偉業」、「日本探偵小説の三大巨峰」、「日本の本格探偵小説の三巨峰」、「日本アンチミステリの三大巨篇」などと呼ばれている。
齋藤愼爾と埴谷雄高により日本文学の「黒い水脈」と唱えられ、後に「アンチ・ミステリー」と称されることになった。

### 四大奇書
上で挙げた3作品に、さらに「第四の奇書」として竹本健治『匣の中の失楽』（1978年）を加えて、「四大奇書」と呼ぶことがある。

### 第五の奇書と評された作品
- 舞城王太郎『ディスコ探偵水曜日』（2008年）[9]

### 第五の奇書を自称する作品
- 山口雅也『奇偶』（2002年）[10]
- 古野まほろ『天帝のはしたなき果実』（2007年）[11]
- 芦辺拓『綺想宮殺人事件』（2010年）[12]

## 略年譜
- 1927年（昭和2年） - 夢野久作が『ドグラ・マグラ』の基礎となる『狂人の解放治療』の執筆を開始。
- 1934年（昭和9年） - 小栗虫太郎が『黒死館殺人事件』を博文館刊行雑誌「新青年」で連載。
- 1935年（昭和10年）1月 - 夢野久作が『ドグラ・マグラ』を松柏館書店より刊行。
- 1935年（昭和10年）5月 - 小栗虫太郎が『黒死館殺人事件』を新潮社より刊行。
- 1936年（昭和11年）3月11日 - 夢野久作急逝。享年47。
- 1946年（昭和21年）2月10日 - 小栗虫太郎急逝。享年45。
- 1962年（昭和37年） - 中井英夫が未完成の『虚無への供物』を第8回江戸川乱歩賞へ応募、最終候補作品となる。
- 1964年（昭和39年） - 中井英夫が塔晶夫名義で『虚無への供物』を講談社より刊行。
- 1977年（昭和52年） - 中井英夫の紹介により、竹本健治『匣の中の失楽』の連載が「幻影城」誌上で開始。
- 1978年（昭和53年） - 竹本健治が『匣の中の失楽』を幻影城より刊行。
- 1993年（平成5年）12月10日 - 中井英夫死去。享年71。

## 日本国外での刊行
- 日本国内での刊行については、各作品ページを参照のこと。

| 日本（日本語） | 台湾（中国語 繁体字） | 中国（中国語 簡体字） | 韓国（韓国語）  | フランス（フランス語） |
| -------------- | --------------------- | --------------------- | --------------- | ---------------------- |
| ドグラ・マグラ | 腦髓地獄              | 脑髓地狱              | 도구라마구라    | Dogra Magra            |
| 1935年         | 2004年11月            | 2009年1月             | 2008年10月      | 2006年5月              |
| 黒死館殺人事件 | 黑死館殺人事件        | 黑死馆杀人事件        | 흑사관 살인사건 |                        |
| 1935年         | 2005年7月             | 2009年1月             | 2005年3月       |                        |
| 虚無への供物   | 獻給虛無的供物        |                       | 허무에의 제물   |                        |
| 1964年         | 2007年12月            |                       | 2009年11月      |                        |
| 匣の中の失楽   | 匣中的失樂            |                       |                 |                        |
| 1978年         | 2008年3月             |                       |                 |                        |

### 台湾
台湾では、島崎博の紹介で、『匣の中の失楽』を含めた4作品が「日本推理四大奇書」、「四大推理奇書」、「日本四大奇書」、あるいは単に「四大奇書」などとして刊行されている。
- 腦髓地獄 （2004年11月、小知堂、林敏生訳）ISBN 9574503593 - ドグラ・マグラ
- 黑死館殺人事件 （2005年7月、小知堂、林敏生訳）ISBN 9574504166 - 黒死館殺人事件
- 獻給虛無的供物 （2007年12月10日、小知堂、林敏生訳）ISBN 9789574505586 - 虚無への供物
- 匣中的失樂 （2008年3月、小知堂、林敏生訳）ISBN 9789574505807 - 匣の中の失楽

### 中国
中国では、「日本四大推理奇書」（日本四大推理奇书）のうちの2冊として、『ドグラ・マグラ』、『黒死館殺人事件』が刊行されている。
- 脑髓地狱 （2009年1月、新星出版社、林敏生訳）ISBN 9787802255784 - ドグラ・マグラ
- 黑死馆杀人事件 （2009年1月、新星出版社、林敏生訳）ISBN 9787802255722 - 黒死館殺人事件

### 韓国
韓国では、「日本推理小説の3大奇書」（일본 추리소설의 3대기서）、「日本本格探偵小説3大奇書」（일본본격탐정소설 3대 기서）などと呼ばれ、刊行されている。
- 흑사관 살인사건 （2005年3月、東西文化社、チュ・ヨンヒョン（추영현）訳）ISBN 9788949702872 - 黒死館殺人事件
- 도구라마구라 （2008年10月、Crop Circle、イ・ドンミン（이동민）訳）上巻 ISBN 9788992723381、下巻 ISBN 9788992723398 - ドグラ・マグラ
- 허무에의 제물 （2009年11月、東西文化社、ホ・ムンスン（허문순）訳）ISBN 9788949705415  - 虚無への供物

### フランス
フランスでは、江戸川乱歩や横溝正史、宮部みゆき、石田衣良らの作品のフランス語版を刊行しているEditions Philippe Picquierから、『ドグラ・マグラ』が刊行されている。
- Dogra Magra （2006年5月、Editions Philippe Picquier、Patrick Honnoré訳）ISBN 9782877308571 - ドグラ・マグラ

## その他の三大奇書
- 『平行植物』（"La botanica parallela"、1976年）1980年邦訳
- 『アフターマン』（"After Man"、1981年）1982年邦訳
- 『鼻行類』（"Anatomie Et Biologie Des Rhinogrades"、1961年）1987年邦訳

以上の3作品が生物学の三大奇書とされるが、推理小説の三大奇書に比べると認知度は低い。
また、中国の長編小説における「四大奇書」のうち、『金瓶梅』を除いた『水滸伝』『三国志演義』『西遊記』の三作品は、中国三大奇書と呼ばれている。中国のそれが「面白い書」「すぐれた書」という意味合いなのに対し、日本の推理小説での「奇書」は、普通の意味での三大名作というよりは、実験性、幻惑性などに重きをおいた「奇書」というニュアンスである。